# 金銀平文
金銀平文為唐代的一種代表工藝。將金銀薄片剪裁成紋樣，再黏貼在器物裝飾銅器、漆器的表面。經髹漆潤飾，磨成平面者為「平脫」；花紋突出者即稱為「平文」。

## 歷史
《西京雜記》稱漢趙飛燕有「寶琴曰鳳凰，皆以金銀隱起為龍鳳、古賢、列女之象」。所謂「隱起」，即指平文，可見唐以前平文工藝已有相當發展。
到了唐代，這種鑲嵌技法有了更高的成就。代表藝品為今日本正倉院所藏的唐代文物「金銀平文琴」，琴名便出自於該美工技藝。琴的表面飾有金銀平文的人物、鳥獸、草木花紋。琴身金銀交輝，瑰麗堂皇，反映唐代工藝的高度水平。
但此類工藝品多製作考究，耗費工時，窮極奢侈。安史之亂後多遭朝廷抵制，在五代逐漸走向衰落。